# Фатіма Тлісова
Фатіма Тліс або Тлісова ( адиг. Фатима Тлисова ; 1966 року народження) — російсько-американська  журналіст-розслідувач, дослідник і експерт з Росії.  Наприкінці 1990-х і на початку 2000-х років висвітлювала ситуацію на Північному Кавказі. З 2002 року Тліс розповідала про погрози, пред'явлені їй та її синові з боку урядів та спецслужб республік Північного Кавказу, а також з боку уряду Путіна та заявляла про побиття та тортури. У 2007 році Фатіма Тліс набула статусу біженця в США. Є членом американського Національного фонду за демократію, де вона випускала статті та документальні фільми про журналістів, депортованих із Північного Кавказу.

## Життя в Росії
Фатіма Тліс закінчила Ставропольський державний університет в Росії, зі ступенем магістра мистецтв російської мови та літератури. 

## Статус біженця
Тлісова попросила статус біженця після того, як зазнала серйозних залякувань після того, як повідомила про спроби протистояти посиленню ісламських і чеченських повстанців у жорстокому регіоні Північного Кавказу після початку Другої чеченської війни . Вона повідомила про неодноразові напади з 2002 року, нібито за подання звітів несприятливих для урядів і секретних служб республік Північного Кавказу, а також федерального уряду Путіна . Вона стверджувала, що її били та неодноразово ламали їй ребра, їй вводили отрути, її викрали та гасили сигарети на її шкірі, а її син-підліток зазнав переслідувань з боку поліції. 
Після більш місяця спекуляцій у ЗМІ   28 червня 2007 року Комітет захисту журналістів у Нью-Йорку оголосив, що Тлісова разом із кореспондентом Радіо Свобода Юрієм Багровим отримали політичний притулок у США, 

## Переслідування
З 2005 року вона працювала з Associated Press . Вона багато подорожувала регіоном, подаючи звіти від Адигеї до Дагестану .
Її конфлікт з російською владою почався в 2002 році, незабаром після того, як вона опублікувала в «Общей газете » статтю про зловживання міліції в Чечні».  Одного вечора, після вечірки, присвяченої її 36-му дню народження, вона підійшла до дверей свого будинку, щоб провести гостей. Коли вони пішли, її затягнули за кут і побили двоє чоловіків. Її лікували в лікарні з переломами ребер, струсом мозку та іншими травмами. 
У січні 2005 року вона зазнала серйозних переслідувань за серію статей про вбивство семи акціонерів фірми «Кавказцемент» -  депутата республіканського парламента Расула Богатирьова, Магомеда Байчорова, Роберта Герюгова, Шамиля Кубанова, Магомеда Узденова, Руслана Узденова, Заміра Хапаева . За кілька місяців до цього вони кинули виклик мажоритарному акціонеру фірми Алі Каїтову, племіннику президента Карачаєво-Черкеської республіки Мустафи Батдієва . Невдовзі після того, як вони поїхали до Каїтова на його дачу, протягом півгодини було чутно стрілянину з автоматичної зброї, і семеро акціонерів зникли. Сім'ї вбитих підняли протести, і справа привернула значну увагу в міжнародній пресі. Родичі вбитих написали  Путіну, що дача, належить зятю президента Карачаєво-Черкеської  республіки і вони змушені висловити "категоричну недовіру як правоохоронним органам, так і органи державної влади Карачаєво-Черкесії» у розслідуванні цієї справи".  Через місяць бездіяльності із сторони влади чотири з семи тіл були знайдені на дні шахти; вони були розчленовані та спалені з разом із шинами, як пальним. Внаслідок подій відбувся великий великих мітинг, в ході якого міліція застосовувала силу та сльозогінний газ для зупинки заворушень.  Подолавши посилену лінію міліції, близько 500 протестуючих осіб захопили будинок уряду та вимагали відставки президента республіки Мустафи Батдиєва. Його кабінет був розгромлений, і він урятувався втечею. .  Тліс повідомляла з місця подій, сказавши, що "майже всі офіси в Білому домі [будівлі уряду Карачаєво-Черкесії] були розгромлені. Поки що немає інформації про місцезнаходження президента Батдієва. Майже кожне вікно в будівлі розбито. Територія навколо завалені папером і зламаними меблями. Деякі урядовці та міністри спостерігають за подіями з прилеглих до Білого дому вулиць".  Для зупинки протестів до Черкеськка прибув повноважний представник президента РФ у Південному федеральному округу Дмитро Козак , який змушений був зустрівся з родичами і пообіцяв прозоре розслідування. 

Після того, як Тліс розкрила додаткові подробиці вбивств, МВС Кабардино-Балкарії позбавило її акредитації. Її звинуватили в незаконному отриманні пенсії та порушили кримінальну справу, але згодом її припинили. 
Невдовзі після цього її заштовхнули в автомобіль.  Співробітники Федеральної служби безпеки (ФСБ) відвезли її в сусідній ліс і припалювали сигаретами на пальці правої руки, «щоб краще писала».  Вона також повідомляє про два випадки, коли відчувала, що отруєна: одного разу в жовтні 2003 року, коли після користування кремом для обличчя з баночки у власному домі, у неї почала злазити шкіра із лиця та пальців, а інший раз, коли вона втратила свідомість після невекликого ковтка чаю, що привело до серйозного пошкодження серця. 
8 жовтня 2006 року, через день після вбивства Анни Політковської в Москві, вона відправила свого 16-річного сина з дорученням, але він не повернувся. Зрештою вона відшукала його в поліцейській дільниці під вартою п'яного міліціонера, який вніс його ім'я в список симпатиків Вільної Чеченської Республіки Ічкерії. За словами правозахисників, людей з цих списків зазвичай жорстоко б'ють , і можуть навіть зникнути назавжди. В інтерв’ю Джиму Хайнцу з Aссошіейтед Прес Тліс пояснила своє бажання отримати притулок, сказавши: «Ви знаєте, що це за списки? Це списки зламаних життів. Той факт, що п’яний поліцейський може затягнути невинного молодого чоловіка в поліцейський відділок серед білого дня і внесли його в такий список – я не хотіла, щоб це сталося з моїм сином». 
Через кілька тижнів вона одного разу ввечері прийшла додому й побачила ознаки того, що її квартиру зламали. Наступного ранку вона сильно захворіла і знепритомніла. Медичні аналізи виявили гостру ниркову недостатність, але за кілька днів вона одужала, нирки функціонували нормально. Вона вважає, що зловмисник підклав їй отруту в їжу. 

## Притулок і вплив на американсько-російські відносини
У березні 2007 року Тліс поїхала до США на дворічну програму вивчення журналістики. На початку березня газета Sunday Times повідомила, що вона просила притулку. 1 червня газета «Кавказький вузол» повідомила, що їй надали притулок, і почали циркулювати чутки.
28 червня 2007 року Тліс та Багров разом із Комітетом із захисту журналістів зустрілися з Кокусом з прав людини Конгресу СЩА  під головуванням  Тома Лантоса . У прес-релізі про цю подію Комітет висловився: «Цієї весни, не маючи змоги безперешкодно продовжувати свою роботу, Багров і Тлісова отримали політичний притулок і переїхали до США». Однак кілька днів потому в повідомленні з її робочого місця  російське інформ. агентство Regnum процитувало її заперечення, сказавши: «У тому, що про мене повідомили, правда лише одна: я брала участь у дискусії за круглим столом у Конгресу США. Я залишаюся в Америці вчитися, після чого маю намір продовжувати працювати на Кавказі». У звіті чутки про її притулок назвали «інформаційною кампанією». У якийсь момент відповідний абзац у повідомленні Комітету також було переглянуто з приміткою редактора. У новому тексті йдеться, що Тлісова і Багров отримали статус біженців . 
Притулок для журналістів-дисидентів викликав припущення про те, що США та їх союзники зайняли жорстку позицію щодо Росії, особливо коли незабаром після цього чотири російські дипломати були вислані зі Сполученого Королівства після того, як Росія відмовилася видати агента ФСБ Андрія Лугового, якого підозрюють в отруєнні Олександра Литвиненка . 
Тліс є стипендіатом Національного фонду підтримки демократії . Протягом своєї стипендії вона випускає статті та короткі документальні фільми про журналістів, засланих з Північного Кавказу. 
Із 2022 Фатіма Тліс регулярно бере участь у Форумі Вільних Народів Постросії.

## Нагороди та відзнаки
- 2005 Рорі Пек Trust Award . [19] [20]
- 2006 Премія Герда Буцеріуса за вільну пресу у Східній Європі .  [21]
- 2008 Amnesty International UK Media Award. [19] [22]
- Премія Х'юман Райтс Вотч Хеллмана-Гаммета 2008 року. [19] [23]
- Премія Луїса Лайонса за сумління та чесність у журналістиці 2009 року. [19] [24]

## Дивись також
- Олена Маглеванна
- Олена Трегубова